# Episodi di Teen Titans Go! (serie animata) (prima stagione)
La prima serie di Teen Titans Go! è stata trasmessa su Cartoon Network negli Stati Uniti d'America a partire da aprile 2013, in Italia nel 2014.
| n. | Titolo originale      | Titolo italiano            | Prima TV originale | Prima TV Italiana |
| -- | --------------------- | -------------------------- | ------------------ | ----------------- |
| 1  | Legendary Sandwich    | Un sandwich leggendario    | 23 aprile 2013     | 3 febbraio 2014   |
| 2  | Pie Bros              | Le torte della nonna       | 23 aprile 2013     | 3 febbraio 2014   |
| 3  | Driver's Ed           | Esami di guida             | 30 aprile 2013     | 3 febbraio 2014   |
| 4  | Dog Hand              | Il padre di Corvina        | 30 aprile 2013     | 3 febbraio 2014   |
| 5  | Double Trouble        | Doppi amici                | 7 maggio 2013      | 4 febbraio 2014   |
| 6  | The Date              | L'appuntamento             | 7 maggio 2013      | 4 febbraio 2014   |
| 7  | Dude Relax            | Parola d'ordine: Relax!    | 14 maggio 2013     | 5 febbraio 2014   |
| 8  | Laundry Day           | Giorno di bucato           | 14 maggio 2013     | 5 febbraio 2014   |
| 9  | Ghostboy              | Scherzi da fantasmi        | 21 maggio 2013     | 6 febbraio 2014   |
| 10 | La Larva de Amor      | Silkie mi amor             | 28 maggio 2013     | 6 febbraio 2014   |
| 11 | Hey Pizza!            | Pizza gratis!              | 4 giugno 2013      | 7 febbraio 2014   |
| 12 | Gorilla               | Il capo                    | 11 giugno 2013     | 7 febbraio 2014   |
| 13 | Girl's Night Out      | Follie a confronto         | 18 giugno 2013     | 10 febbraio 2014  |
| 14 | You're Fired          | Sei licenziato             | 25 giugno 2013     | 10 febbraio 2014  |
| 15 | Super Robin           | Eroi disoccupati           | 2 luglio 2013      | 11 febbraio 2014  |
| 16 | Tower Power           | Tutti connessi             | 9 luglio 2013      | 11 febbraio 2014  |
| 17 | Parasite              | Ospite a sorpresa          | 16 luglio 2013     | 12 febbraio 2014  |
| 18 | Starliar              | Una festa imperdibile      | 23 luglio 2013     | 12 febbraio 2014  |
| 19 | Meatball Party        | Polpetta party             | 30 luglio 2013     | 13 febbraio 2014  |
| 20 | Staff Meeting         | Un bastone per amico       | 13 agosto 2013     | 13 febbraio 2014  |
| 21 | Terra-ized            | Terr-izzato                | 20 agosto 2013     | 14 febbraio 2014  |
| 22 | Artful Dodgers        | Il Team Titans             | 27 agosto 2013     | 14 febbraio 2014  |
| 23 | Burger vs. Burrito    | A colpi di cibo            | 3 settembre 2013   | 17 febbraio 2014  |
| 24 | Matched               | La coppia perfetta         | 11 settembre 2013  | 17 febbraio 2014  |
| 25 | Colors of Raven       | I colori di Corvina        | 18 settembre 2013  | 18 febbraio 2014  |
| 26 | The Left Leg          | Il titan robot             | 25 settembre 2013  | 18 febbraio 2014  |
| 27 | Books                 | Il libro misterioso        | 2 ottobre 2013     | 5 maggio 2014     |
| 28 | Lazy Sunday           | Domenica pigra             | 9 ottobre 2013     | 5 maggio 2014     |
| 29 | Starfire the Terrible | Lunedì motociclistico      | 16 ottobre 2013    | 5 maggio 2014     |
| 30 | Power Moves           | Supermosse                 | 23 ottobre 2013    | 6 maggio 2014     |
| 31 | Staring at the Future | Essere responsabili        | 30 ottobre 2013    | 6 maggio 2014     |
| 32 | No Power              | Eroi senza poteri          | 6 novembre 2013    | 7 maggio 2014     |
| 33 | Sidekick              | La Batcaverna              | 13 novembre 2013   | 7 maggio 2014     |
| 34 | Caged Tiger           | L'ascensore                | 20 novembre 2013   | 8 maggio 2014     |
| 35 | Second Christmas      | La magia del Natale        | 4 dicembre 2013    | 5 maggio 2014     |
| 36 | Nose Mouth            | La lotta nel sonno         | 8 gennaio 2014     | 8 maggio 2014     |
| 37 | Legs                  | Lady Gambasus              | 15 gennaio 2014    | 9 maggio 2014     |
| 38 | Breakfast Cheese      | Raffica di coccole         | 22 gennaio 2014    | 9 maggio 2014     |
| 39 | Waffles               | Un gioco snervante         | 5 febbraio 2014    | 12 maggio 2014    |
| 40 | Be Mine               | Il giorno di San Valentino | 12 febbraio 2014   | 13 maggio 2014    |
| 41 | Opposites             | Gli opposti si attraggono  | 19 febbraio 2014   | 12 maggio 2014    |
| 42 | Birds                 | Ospiti pennuti             | 26 febbraio 2014   | 13 maggio 2014    |
| 43 | Brain Food            | Cibo per il cervello       | 5 marzo 2014       | 14 maggio 2014    |
| 44 | In and Out            | Ospiti invadenti           | 12 marzo 2014      | 14 maggio 2014    |
| 45 | Little Buddies        | Piccoli amici              | 19 marzo 2014      | 15 maggio 2014    |
| 46 | Missing               | Cercasi Silkie             | 26 marzo 2014      | 15 maggio 2014    |
| 47 | Uncle Jokes           | Battute da nonno           | 9 aprile 2014      | 16 maggio 2014    |
| 48 | Mas y Menos           | Due piccoli supereroi      | 16 aprile 2014     | 16 maggio 2014    |
| 49 | Dreams                | Anche i supereroi sognano  | 23 aprile 2014     | 19 maggio 2014    |
| 50 | Grandma Voice         | Nonnetta sprint            | 30 aprile 2014     | 19 maggio 2014    |
| 51 | Real Magic            | Mago Robin                 | 14 maggio 2014     | 20 maggio 2014    |
| 52 | Puppets Whaaaaat?     | Robin e le marionette      | 5 giugno 2014      | 20 maggio 2014    |

## Un sandwich leggendario
Dopo essere stata interrotta dai ragazzi durante la maratona di Pretty Pretty Pegasus, Corvina li manda in una pericolosa missione alla ricerca degli ingredienti di un sandwich leggendario.

## Le torte della nonna
Sì avvicina il compleanno di Cyborg e B.B. è triste perché non ha i soldi per comprargli il videogioco che vorrebbe tanto. Dopo aver provato vari lavori con scarsi risultati, trova lavoro nel locale di Madre Mae-eye, luogo scelto da Stella per la festa.

## Esami di guida
Robin perde la sua patente dopo aver fatto un incidente con la Batmobile, così fa un corso per riaverla. Ma non si accorge che il suo istruttore Ed lo usa come autista per le fughe delle sue rapine.

## Il padre di Corvina
Corvina rivela ai Titans che suo padre è il potentissimo demone Trigon e che verrà presto a trovarli. Ella è però tutt'altro che contenta.

## Doppi amici
Cyborg imbroglia Corvina e riesce a clonare se stesso e B.B. in modo che possano fare al posto loro le faccende di casa, mentre gli originali passano il tempo a giocare insieme. Ma le cose prendono una brutta piega.

## L'appuntamento
Dopo aver preso abbastanza coraggio per chiedere a Stella Rubia un appuntamento, Robin scopre che il suo rivale in amore Speedy lo aveva già anticipato. Per ottenere vendetta, Robin lo rapisce e prende il suo posto sabotando l'appuntamento.

## Parola d'ordine: Relax!
Dato che Robin aspetta solo che ci sia un'allerta crimine, i Titans gli insegnano a rilassarsi arrivando addirittura al punto di obbligarlo. Ma quando a Robin i Titans gli servono, loro non rispondono.

## Giorno di bucato
Dopo uno scontro con un mostro di gelatina verde, Robin fa ricadere il suo turno di lavare i vestiti su Corvina. I Titans rimarranno senza i loro vestiti. Quello che avrà più problemi è Robin che dopo essere rimasto stordito finisce chiuso fuori nudo.

## Scherzi da fantasmi
Bibi fa credere a Stellarubia che lo ha ucciso sotto forma di zanzara, così si comporta come un fantasma per spaventarla. I Titans si vendicano di lui grazie a un incantesimo di Corvina che fa credere a Bibi di essere davvero morto.

## Silkie mi amor
Stella Rubia chiede agli altri Titans di badare a Silkie mentre lei è via. Questi però fugge in Messico quando Bibi, Cyborg, Corvina e Robin giocano con il latte. Intanto, una donna di nome Sonja si innamora di Silkie perché trattata male da Carlos, l'ex-fidanzato.

## Pizza gratis!
B.B. e Cyborg cercano di avere la pizza gratis dopo i 30 minuti, ma il ragazzo delle consegne sembra inarrestabile e questo ha creato una guerra tra di loro. Nel frattempo Robin è indeciso tra costruire un centro per anziani, perché è la cosa giusta, o una piscina per vedere Stella Rubia in bikini.

## Il capo
Non volendo tornare normale, B.B., trasformato in gorilla, prende il ruolo di leader dei Titans. Con il gruppo impazzito Cyborg insegna a Robin come diventare un maschio alfa e riavere il suo ruolo di leader.

## Follie a confronto
Non essendo stata invitata dai ragazzi alla loro "notte tra ragazzi", Stella Rubia e Corvina liberano dalla prigione Iella per passare la loro "notte tra ragazze".

## Sei licenziato
Dopo aver fatto fallire l'ennesima missione provocando la distruzione di un pianeta, B.B. viene licenziato e rimpiazzato dai Wonder Twins. Venuto a conoscenza del fatto, B.B. cerca di sabotarli per riavere il suo posto.

## Eroi disoccupati
Invidioso dei poteri dei Titans, Robin vuole averne di suoi. Dopo aver provato ad ottenerli con il fallimento di un esperimento scientifico, convince Corvina a darglieli con la magia.

## Tutti connessi
Dopo un incidente Cyborg si connette alla Torre e a tutte le sue funzioni diventando un tutt'uno con essa, ma la mania di controllo prende il sopravvento e diventa presto invadente.

## Ospite a sorpresa
Stella Rubia acquisisce un parassita spaziale, il quale viene trattato come un animale domestico. Il parassita riesce a conquistare tutti i Titans, tranne Robin che lo vede come una minaccia.

## Una festa imperdibile
Quando Stella Rubia è l'unica ad essere invitata alla festa annuale dei Titans East, Bibi le insegna a mentire per non ferire i sentimenti dei Titans, ma le sue bugie li mettono in litigio tra di loro. Nel frattempo Silkie, rimasto a stomaco vuoto, prende a divorare tutto ciò che gli capita a tiro.

## Polpetta party
Durante un "Polpetta party" i Titans tormentano Corvina per fargli mangiare la polpetta misteriosa, e quando ci riescono Corvina si rompe un dente perché la polpetta era metà carne e metà robot. Quando gli altri scoprono che Corvina ha un demone in bocca causato dalla frattura del dente, Cyborg riesce a sconfiggerlo riparando il dente con una polpetta. Da quel momento Cyborg promette a Corvina che non costringerà mai più gli altri a fare quello che piace a lui, ma alla fine non riesce a mantenere la promessa.

## Un bastone per amico
Dopo che i Titans hanno rotto il suo fidato bastone, Robin intraprenderà un viaggio mistico alla ricerca di uno nuovo.

## Terr-izzato
Bibi, invaghito di Terra, la fa accedere alla torre; Corvina è l'unica a rendersi conto degli evidenti scopi malvagi di Terra, ma tutti attribuiscono i suoi avvertimenti ad una gelosia nei confronti di Bibi.

## Il Team Titans
I Teen Titans partecipano ad un campionato di dodgeball contro gli H.I.V.E.
Curiosità:
L'inno del Team Titans è una parodia della sigla dei Teen Titans ed anche il filmato è molto simile.

## A colpi di cibo
Cyborg e Bibi hanno un Discussione su quale il miglior cibo tra burrito e hamburger nel frattempo i loro compagni (Teen Titans) organizzeranno delle sfide per capirlo

## La coppia perfetta
Cyborg costruisce una macchina per coppie che indica che l'ideale per Stella è Aquaman, mentre quella di Bibi è Corvina. Così Bibi continua a provarci con Corvina, mentre Robin tenta di diventare come Acquaman per essere quello giusto per Stella. Alla fine però si scopre che sia per Bibi sia per Stella il compagno perfetto è un graffiatoio.

## I colori di Corvina
I Titans vincono una battaglia contro il Dottor Luce e recuperano un prisma magico che però divide Corvina in cinque diverse personalità. Dovranno ora riuscire a riprenderle.

## Il titan robot
Cyborg costruisce un robot gigante, ma a Robin viene assegnato il controllo della gamba sinistra quando invece vorrebbe la testa controllata da Cyborg.

## Il libro misterioso
Corvina, stanca dei suoi amici che ripetono in continuazione di annoiarsi, dà loro dei libri. I Titans ne restano stregati e quando finiscono di leggerli ne cercano disperatamente altri, finché nella camera di Corvina ne trovano uno che non hanno mai letto. Nonostante gli avvertimenti della ragazza, i Titans aprono il libro misterioso: il loro contenuto si rivela essere la reincarnazione dei protagonisti dei libri letti in precedenza che iniziano ad attaccarli. L'unico modo per sconfiggerli, dice Corvina, è di stroncare il libro appena letto.

## Domenica pigra
Stufo delle Domeniche Pigre di Cyborg e Beast Boy, Robin si sbarazza del divano e lo sostituisce con un tapis roulant. Così B.B. e Cyborg vanno a riprenderlo.

## Lunedì motociclistico
Robin è gasato perché è lunedì, giorno durante il quale si combatte usando moto, cosa che tra i Titans solo lui possiede. Il suo entusiasmo viene meno quando gli altri gli fanno notare che senza un acerrimo nemico non sarà mai un vero eroe. Per renderlo felice Stella decide di diventare un supercattivo.

## Supermosse
Dopo aver sconfitto gli H.I.V.E. unendo i loro attacchi, Robin e Cyborg cercano altri modi combinare le loro caratteristiche. Nel frattempo B.B., che fino ad allora faceva coppia con Cyborg nell'inventare mosse combinate, tenta la stessa cosa con Corvina e Stella.

## Essere responsabili
Dopo che Cyborg e Bibi hanno fatto caos nella torre con i loro giochi, gli altri Titans parlano loro dell'importanza di essere responsabili. Per dimenticare i loro consigli i due vanno a mangiare una pizza. L'ultima fetta cade per terra e decidono quindi che il primo che distoglie lo sguardo perderà. La gara dura così a lungo che quando finisce Cyborg e Bibi si ritrovano nel futuro, quasi trent’anni dopo.
Cercano allora i loro amici. Prima vanno da Robin, che si è sposato con Bat-girl e ha avuto un figlio da lei: i due vorrebbero portarlo al cinema, ma lui risponde che essere genitore comporta una grande responsabilità. All'udire questa parola Bibi e Cyborg fuggono terrorizzati. Provano allora con Stella Rubia, diventata regina di Tamaran: dopo aver sconfitto i suoi soldati propongono anche a lei di andare al cinema, ma ottengono la stessa risposta. Vanno quindi da Corvina, reincarnata in uno spirito dopo aver sconfitto suo padre nella battaglia del Bene contro il Male: anche a lei propongono la stessa cosa e anche lei risponde con la stessa parola: responsabilità. I due fuggono via.
Bibi e Cyborg sono sconsolati: se non avessero fatto quella scommessa non starebbero in quella situazione. Decidono quindi di costruire una macchina del tempo per tornare indietro di trent’anni e interrompere quella sfida, così da cambiare il futuro. I due vanno nella torre e stanno per mettere in atto il loro piano quando Robin chiama i suoi amici: i due amici ingaggiano una lotta in cui ne escono vincitori.
Quando però tornano nel loro futuro si ritrovano in una Jump City post apocalittica, in cui perfino i loro amici ormai anziani sono costretti a scappare. I due però continuano a oziare nel locale come se nulla fosse.

## Eroi senza poteri
Robin sfida i Titans a non usare i loro poteri per 24 ore ma nel frattempo viene rapito.

## La Batcaverna
A Robin viene affidato da Batman il compito di custodire la Batcaverna. Una volta arrivato gli altri Titans riescono ad intrufolarsi.

## L'ascensore
Robin, Bibi e Cyborg rimangono bloccati in ascensore cominciando ad odiarsi tra di loro, mentre Stella e Corvina diventano amiche del Dr. Luce.

## La magia del Natale
Tristi perché il Natale è finito Cyborg, Bibi e Corvina dicono a Stella che esiste un secondo Natale. Stella finisce per crederci nonostante Robin gli dica più volte che stanno mentendo.

## La lotta nel sonno
Robin sogna spesso di salvare Stella da dei criminali e il sogno lo prende così tanto da andare in giro sonnambulo recando fastidio ai Titans. Stanchi di ciò convincono Corvina a fare un incantesimo a Robin. Dopo di ciò Corvina farà incantesimi anche sugli altri accrescendo la sua malvagità.

## Lady Gambasus
I Titans rubano il mantello di Corvina e senza di esso essa diventa più estroversa. Inizia anche a combattere usando le gambe. A causa di ciò essa abbandona i Titans diventando Lady Gambasus. Nel frattempo Cyborg, che voleva provare come gli altri il mantello, ci rimane incastrato dentro. A causa del potere negativo del mantello egli comincia a comportarsi come Corvina.

## Raffica di coccole
Stellarubia decide di rendere i suoi compagni più buoni e non violenti.

## Un gioco snervante
I Titans sono irritati dal gioco di Bibi e Cyborg di dire solo "Waffle", ma quando vengono catturati da Fratello Blood capiscono che lo stupido giochino dei due pigroni si rivelerà utile facendo andare fuori di testa Fratello Blood.

## Il giorno di San Valentino
Dopo gli eventi di Terr-izzato. Bibi decide di stare nuovamente con Terra, la quale però vuole uccidere sia lui che i Titans.

## Gli opposti si attraggono
Cyborg è innamorato di Iella. Però i Titans e gli Hive non vogliono che i due si frequentino.

## Ospiti pennuti
Robin caccia due uccellini mimi che ostruiscono il camino con un uccellicida di sua invenzione. I due uccelli subiscono una mutazione diventando antropomorfi e palestrati.

## Cibo per il cervello
Un asteroide si avvicina al pianeta ed i Titans si organizzano per fermarlo. A Bibi però viene affidato un incarico di poco conto a causa della sua scarsa intelligenza. Usando però il libro di Corvina intende farsi un incantesimo per diventare intelligente. L'incantesimo colpisce però Silkie. Pensando di non poter diventare intelligente, fa diventare gli altri stupidi.

## Ospiti invadenti
Gli H.I.V.E. decidono di costruire una loro base spaziale e Robin s'infiltra tra loro sotto mentite spoglie per piazzare una bomba. Viste le tante comodità presenti nella base degli H.I.V.E. e visto che la torre dei Titans cade a pezzi Robin verrà raggiunto dai suoi compagni.

## Piccoli amici
Dopo aver lottato contro Pain Bot, il robot di Fratello Blood, e aver vinto Cyborg fa amicizia con lui e lo porta alla torre. I Titans, però, non lo vogliono.

## Cercasi Silkie
Robin, Bibi e Cyborg trovano un volantino dove Killer Moth darà una montagna in soldi a chiunque gli riporterà Silkie. Dopo averglielo ridato i tre diventano ricchi mentre Stella diventa triste per Silkie.
Curiosità:
Qui viene nominato Zio Paperone e quando Robin, Cyborg e Bibi nuotano nei soldi si riconosce il deposito di questo e si sente la parodia della sigla di Ducktales.

## Battute da nonno
Cyborg e Bibi prendono in giro Robin per le sue continue battute squallide. Stella viene poi accettata nel loro duo comico. Rotto l'equilibrio dove ognuno dei Titans ha un ruolo preciso a causa della dolce fanciulla (Stella) che si unisce ai due burloni (Cyborg e Bibi) Robin impazzisce e comincia a comportarsi come ognuno dei Titan per ristabilire l'equilibrio iniziale.

## Due piccoli supereroi
Robin avrà il compito di addestrare Mas e Menos dei Titans East.
- Guest star: Freddy Rodríguez

## Anche i supereroi sognano
L'episodio è ambientato nei sogni di ognuno dei cinque Titans, compreso anche quello di Silkie, il sogno di Stellarubia e di lei che chiede ai suoi amici di fare un pic-nic ma gli altri si rifiutano poi lei urla tanto da fare diventare le teste dei Titans in gatti poi fanno il pic-nic, il sogno di Cyborg e una sorta di videogioco dove qualcuno ha rubato la loro pizza e Cyborg va a recuperarla dopo diversi ostacoli si scontra con il boss il cavaliere della pizza al inizio Cyborg viene quasi sconfitto ma poi con una pausa si potenzia e vince, quello di Bibi e di essere un camaleonte in live action, quello di Robin e di loro nella versione serie originale che lottano con un mostro dopo averlo sconfitto Robin e Stellarubia si baciano e i Titans lo dicono ai Titans Est e al loro amico Scaraface, quello di Corvina e di lei che medita ma poi appare suo padre che rivela di aver catturato i suoi amici dopo che Corvina sconfigge suo padre e liberato i suoi amici lei rivela che la fatto perché voleva ucciderli lei infatti li ammazza e poi cavalca la terra.

## Nonnetta sprint
Durante uno scontro con Madre Mae Eye, Cyborg imita sua nonna, ma continuerà a farlo anche il giorno seguente.

## Mago Robin
Corvina si arrabbia perché Robin continua ad usare impropriamente la magia dopo aver assistito ad uno spettacolo/rapina del mago Mumbo.

## Robin e le marionette
Robin gioca con delle marionette con le fattezze dei Titans per tenere a bada lo stress causato dai suoi compagni quando non gli obbediscono. Incontrerà così il Mago delle marionette che trasformerà i Titans in marionette.